# Grotta di Pozzuoli

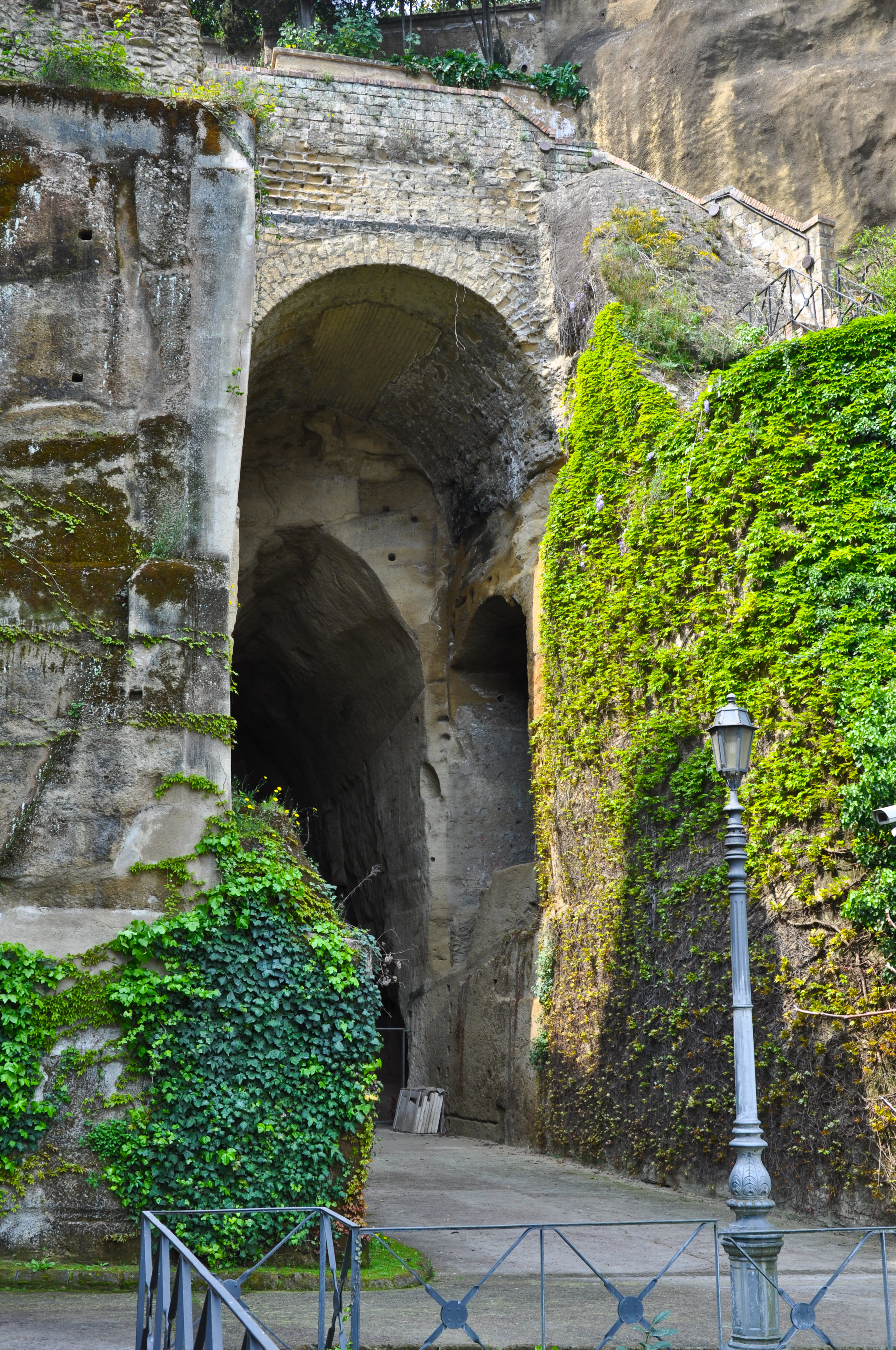
Eingang der Grotta di Pozzuoli

Die Grotta di Pozzuoli (auch Crypta Neapolitana oder Grotta di Posillipo, wie sie in Deutschland im 18. Jahrhundert vor allem genannt wurde) ist ein Tunnel im Stadtteil Posillipo von Neapel.

Der Tunnel wurde von den Römern im 1. Jahrhundert v. Chr. erbaut, verläuft unter dem Hügel Posillipo und verbindet den Stadtteil Fuorigrotta mit den auf der westlichen Seite des Posillipo gelegenen Teilen der Stadt. Er ist 705 Meter lang, meist etwa 4 Meter hoch und breit. Der antike Autor Strabon beschreibt den Straßentunnel wie folgt: 

„Auch ist hier ein verborgener Erdgang, indem der Berg zwischen Dikaiarchia und Neapolis ebenso, wie nach Kymae, untergraben und auf viele Stadien für begegnende Fuhrwerke ein gangbarer Weg geöffnet ist; das Licht aber wird von der Oberfläche des Berges durch vielerwärts ausgehauene Fensterluken auf große Tiefe hinabgeleitet.“

 Erbaut wurde er mutmaßlich von Lucius Cocceius Auctus.